# Армада, Альфонсо
Альфонсо Армада и Комин (исп. Alfonso Armada y Comyn; 12 февраля 1920, Мадрид — 1 декабря 2013, Мадрид) — испанский военный, артиллерист, генерал-майор сухопутных войск. Участник гражданской войны на стороне Франсиско Франко, участник Второй мировой войны на стороне нацистской Германии. Военный инструктор, впоследствии секретарь короля Испании Хуана Карлоса I. Крайне правый консерватор. Один из руководителей военного мятежа F-23.

## Война с 16 лет
Родился в аристократической семье, близкой к королевскому двору. Унаследовал титул маркиза. С детства предназначался к военной карьере.
На военную службу Альфонсо Армада поступил в 16 лет, примкнув к франкистам в гражданской войне. Участвовал в боях при Гвадалахаре, Теруэле, Валенсии, Андалузии, Мадриде. Получил военную специальность артиллериста и офицерское звание.
В 1941 году вступил в Голубую дивизию. В составе вермахта воевал против СССР под Ленинградом.

## Инструктор будущего короля
Вернулся в Испанию в 1943 году. Несмотря на молодость, вследствие боевого опыта стал инструктором в военном училище. C 1955 года — помощником генерала Карлоса Мартинеса де Кампоса — военного инструктора принца Хуана Карлоса. Армада принимал участие в военной подготовке наследника испанского престола, установил с ним тесные доверительные отношения. Во второй половине 1950-х Армада два года учился во французском военном колледже, после чего вновь был инструктором принца.
В 1965 году произведён в полковники. Командовал 71 артиллерийским полком. Служил в руководстве разведслужбы, был членом совета по ядерной энергетике, директором артиллерийской академии Сеговии. Получил звание бригадного генерала.

## Сторонник переворота по-французски
22 ноября 1975 года, через два дня после кончины Франсиско Франко, король Хуан Карлос I вступил на испанский престол. 17 декабря 1976 года Армада стал генеральным секретарём королевского дома — организационным распорядителем и ближайшим политическим советником короля. Занимал эту должность до 31 октября 1977 года, когда был заменён Сабино Фернандесом Кампо. Эта кадровая замена сыграла важную историческую роль 40 месяцев спустя.
После отстранения от королевского секретарства Армада продолжал преподавать в военных учебных заведениях. В марте 1979 года Альфонсо Армада получил звание генерал-майора и должность в центральном аппарате министерства обороны. С января 1980 года — военный губернатор Лериды. С февраля 1981 года — заместитель начальника генштаба сухопутных войск.
Альфонсо Армада негативно относился к либеральной политике Адольфо Суареса и его правительства. Перед июньскими выборами 1977 года Армада пытался использовать полномочия в аппарате королевского дома для агитации за неофранкистский Народный альянс. Он считал разрушительными быстрые темпы демократизации страны. Со своей стороны, Суарес рассматривал Армаду как принципиального противника демократии и потенциального военного заговорщика. Отмечались контакты Армады с представителями оппозиции (даже социалистической) на предмет отстранения Суареса.
К началу 1981 генерал Армада пришёл к выводу о необходимости военного переворота и установления режима сильной власти — по типу Пятой республики генерала де Голля в 1958 году. При этом предполагался учёт «испанских особенностей» — гораздо более жёсткий авторитаризм, нежели в деголлевской Франции. Номинальным главой государства Армада видел Хуана Карлоса I, а себе отводил роль главы правительства.

## Непонятый стратег переворота
23 февраля 1981 года ультраправые франкисты во главе с жандармским подполковником Антонио Техеро и командующим III военным округом генерал-лейтенантом Хайме Милансом дель Боском предприняли попытку государственного переворота. Генерал Армада активно примкнул к мятежу.
Армада предпринял попытку убедить короля выступить в поддержку путчистов, однако Хуан Карлос I отказался даже принять своего бывшего инструктора. Тогда генерал в контактах с военными руководителями применил прямую дезинформацию: он сообщал о готовности короля поддержать государственный переворот. Этот ход был дезавуирован королевским секретарём Сабино Фернандесом Кампо в телефонном разговоре с генералом Хосе Хусте.
Армада посетил Дворец конгресса, захваченный командой Техеро. Он отговаривал путчистов от жёстких действий и предложил список членов своего будущего правительства. В этот перечень входили представители разных партий, включая социалистов, допускалось даже участие компартии. Жёсткий антикоммунист Техеро отверг этот план. Подполковник настаивал на создании военной хунты во главе с Милансом дель Боском.
Армада покинул захваченное здание в крайнем раздражении. Впоследствии он вообще отрицал оперативно-политический характер обсуждения, уверяя, что пришёл в здание чтобы освободить депутатов и убедить Техеро сдаться. Однако эта версия не вызывала доверия. Она рассматривалась как характерная для осторожного и хитроумного Армады «подстраховка», сформулированная задним числом.
Ни одна из сторон конфликта не воспринимала тщательно продуманных проектов Армады. Король возглавил подавление мятежа. Военачальники, за единичными исключениями, встали на сторону монарха и конституции. Тем более это относилось к политическим лидерам. Главари путча не интересовались сложными схемами французского происхождения, сделав ставку на установление военно-франкистской диктатуры. Между тем Армада в полной мере проявился как руководящий участник и даже «стратег мятежа». Стали общеизвестны его притязания на руководство путчистским правительством.

## Идеолог авторитарного консенсуса
После подавления попытки переворота Альфонсо Армада был арестован и предстал перед судом. В мае 1982 года он был приговорён к 6 годам лишения свободы. В апреле 1983 года по протесту обвинения Верховный суд ужесточил наказание до 30 лет тюремного заключения. В 1987 году наказание было несколько смягчено — до 26 лет 8 месяцев 1 дня. Реально Армада отбыл около 8 лет — 24 декабря 1988 года он получил помилование.
После освобождения Альфонсо Армада отошёл от политики, хотя изредка давал интервью. Четверть века он прожил в родовом имении в Ведре, занимался выращиванием камелий и орхидей. Скончался в возрасте 93 лет.
Альфонсо Армада был противником демократических реформ в Испании. Его личные убеждения оставались франкистскими. Однако, в отличие от Антонио Техеро и Хайме Миланса дель Боска, Армада понимал необратимый характер перемен. Выступая за установление консервативно-авторитарного режима, он старался обеспечить максимальный политический консенсус и сохранить видимость конституционной законности.